# Acanthancora stylifera
Acanthancora stylifera je vrsta morskih spužvi (porifera; slika) porodice Hymedesmiidae, red Poecilosclerida koje žive u obalnim krajevima južnoarapskog poluotoka i obale zapadnog i sjevernog Madagaskara.
Klasificirao ju je Burton, 1959. u Topsentov rod Acanthancora (1927.)